# Volevo essere un duro
Volevo essere un duro – singel włoskiego piosenkarza Lucio Corsiego, wydany 12 lutego 2025, nakładem wytwórni Sugar Music. Kompozycja reprezentowała Włochy w 69. Konkursie Piosenki Eurowizji (2025), zajmując 5. miejsce w finale.

## Tło i kompozycja
Utwór został napisany przez samego piosenkarza we współpracy z Tommasem Ottomano, który również odpowiadał za produkcję wraz z Antoniem Cupertino. Utwór stanowi refleksję nad osobistymi i społecznymi oczekiwaniami dotyczącymi własnego wizerunku, zestawionymi z doświadczeniami przemocy rówieśniczej z okresu dzieciństwa Corsiego.

## Konkurs Piosenki Eurowizji
15 lutego 2025 utwór zajął drugie miejsce w finale festiwalu. Pare dni później poinformowano, że ze względu na odrzucenie propozycji reprezentowania kraju przez zwycięzcę festiwalu Olly'ego na reprezentanta wybrano Lucio Corsiego z utworem „Volevo essere un duro”.

## Notowania
| Kraj       | Lista (2025)           | Najwyższa pozycja |
| ---------- | ---------------------- | ----------------- |
| Szwajcaria | Singles Top 100        | 35                |
| Włochy     | FIMI                   | 3                 |
| Włochy     | Italy Airplay (EarOne) | 6                 |

## Certyfikaty i sprzedaż
| Kraj          | Certyfikat      | Sprzedaż |
| ------------- | --------------- | -------- |
| Włochy (FIMI) | platynowa płyta | 200 000+ |